# پشه‌های سماروغ
پشه‌های سماروغ (نام علمی: Bolitophila) نام یک سرده از راسته مگس است.